# Ноћ пуног месеца
„Ноћ пуног месеца” је југословенска телевизијска серија снимљена 1986. године у продукцији Телевизије Београд.

## Улоге
| Глумац           | Улога |
| ---------------- | ----- |
| Бранимир Брстина | Брки  |
| Соња Савић       | Соња  |

Комплетна ТВ екипа  ▼
| Редитељ              | Станко Црнобрња |
| Сценариста           | Милан Оклопџић  |
| Директор фотографије | Фатмир Нуши     |